# Isopterygium brasiliense
Isopterygium brasiliense là một loài Rêu trong họ Hypnaceae. Loài này được (Broth.) W.R. Buck mô tả khoa học đầu tiên năm 1989.